# Памятник Салавату Юлаеву (Уфа)
Памятник Салава́ту Юла́еву — произведение советского скульптора-монументалиста Сосланбека Тавасиева в городе Уфа, посвящённое национальному герою Башкортостана Салавату Юлаеву.

## История
Памятник Салавату Юлаеву, работа народного художника Северной Осетии и Башкирского скульптора-монументалиста Сосланбека Дафаевича Тавасиева, открыт 17 ноября 1967 года на высоком берегу реки Белая в Уфе.
Памятник Салавату стал визитной карточкой Уфы, национальным достоянием республики. Его изображение есть на гербе Башкортостана.
Монумент уникален тем, что при массе в 40 тонн у него всего три опорные точки. Высота конной статуи достигает 9,8 метра, а с учётом постамента — 14 м.
Модель памятника, выполненная в натуральную величину из гипса, была закончена к 1963 году, прошла обсуждение специалистами в Москве и официально принята коллегией Министерства культуры СССР. После чего Тавасиев привёз её в Уфу, где она была установлена в фойе Башкирского государственного театра оперы и балета.
По замечаниям уфимцев скульптура была доработана.
Статую отливали полтора месяца на Ленинградском заводе «Монументскульптура». Для упрочнения внутри неё была установлена стальная рама, заделанная основанием в железобетонный постамент и пропущенная через опирающиеся ноги, пустотелый корпус коня и фигуру всадника.
В 1970 году Сосланбеку Дафаевичу Тавасиеву была за памятник Салавату Юлаеву присуждена Государственная премия СССР.

## Композиция
Памятник представляет собой скульптуру Салавата Юлаева на коне. На запястье правой руки героя — плеть с петлей на конце рукоятки, на левом боку — сабля. Статуя выполнена из бронзированного чугуна. Постамент железобетонный, облицованный гранитными плитами.
Территория вокруг памятника выложена цветными плитами и благоустроена. Площадка огорожена ажурной металлической решеткой.

## Факты

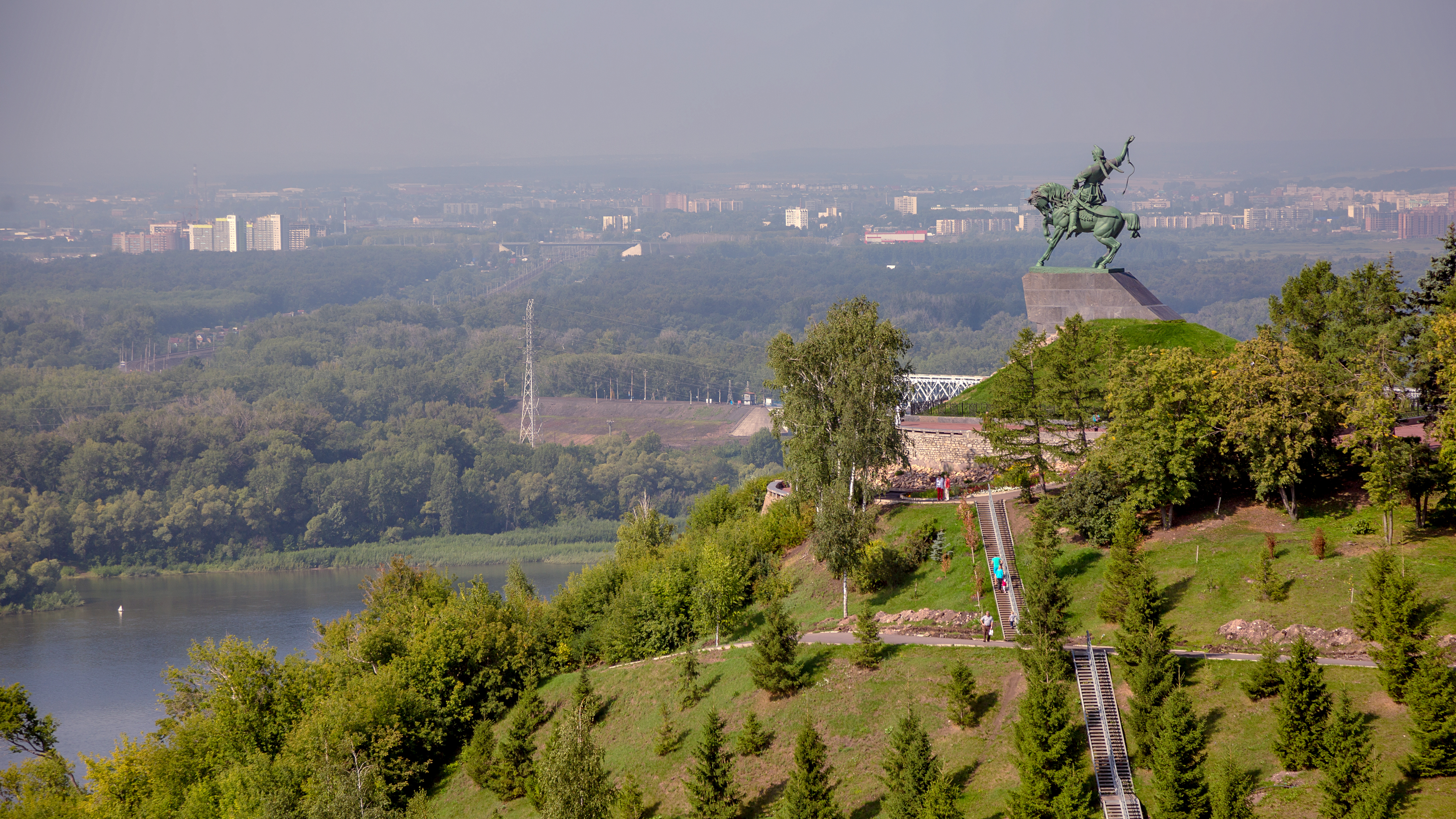
Общий вид на холм и памятник

- Памятник является местом паломничества туристов. Со скалы, на которой стоит памятник, открывается вид на реку Агидель и окружающую природу.
- Памятник включен в число семи чудес Башкортостана.
- Макет памятника, выполненный из гипса, долгое время располагался в заброшенной церкви деревни Ахтырка Сергиево-Посадского района Московской области, где скульптор С. Д. Тавасиев работал над созданием монумента. В 1970-е гг. к статуе организовывались экскурсии.

## Реставрация (2025—2027)
В июне 2025 года было объявлено о начале комплексной реставрации памятника. Согласно заключениям специалистов, зафиксированы повреждения бронзированной обшивки, износ внутреннего каркаса, трещины, а также необходимость ремонта гранитного постамента.
Работы запланированы в три этапа: подготовительный (до сентября 2025 года), основной (с октября 2025 года по апрель 2027 года) и завершающий (до сентября 2027 года). Включают демонтаж скульптуры, реставрацию в специализированном цехе и благоустройство территории.
Проект реализуется под контролем Российской академии художеств и региональной общественной комиссии. Завершение работ приурочено к 60-летию памятника.